# Enrico di Trastámara (1400-1445)
Enrico Fernandez, conosciuto anche come Enrico d'Aragona, o Enrico d'Alburquerque (Enrique in spagnolo e in asturiano, Enric in catalano,  Henrique in portoghese, in galiziano e in aragonese e Henrike in basco, Henri in francese, Henry in inglese, Heinrich in tedesco e Hendrik in fiammingo, Henricus in latino; Medina del Campo, 1400 – Calatayud, 15 giugno 1445), principe della casa reale castigliana Trastámara, dall'età di 9 anni (1409) fu Gran Maestro dell'Ordine di Santiago, poi, dal 1418, conte di Alburquerque, dal 1420, duca di Villena, dal 1435, signore di Segorbe e infine, dal 1436, conte d'Empúries sino al 1445, anno della sua morte.

## Origini familiari[1][2][3][4]
Figlio quartogenito (terzo maschio) del principe di Castiglia e León, e futuro re della corona d'Aragona e di Sicilia, Ferdinando (figlio secondogenito di Giovanni I e della sua prima moglie Eleonora di Aragona) e di Eleonora d'Alburquerque (1374 - 1435), figlia secondogenita dell'infante di Castiglia e conte d'Alburquerque, Sancho Alfonso (1342-1375),e della di lui moglie, Beatrice del Portogallo (1347-1381).

## Biografia
Nel 1406, suo padre, Ferdinando (detto anche Ferdinando di Antequera), divenne reggente del regno di Castiglia per conto del nipote, Giovanni II, minorenne (come da espressa volontà del defunto re padre di Giovanni II, Enrico III l'Infermo, fratello di Ferdinando).
Nel 1409, fu eletto Gran Maestro dell'Ordine di Santiago.
Dopo il compromesso di Caspe (1412), suo padre, Ferdinando, divenne re della corona d'Aragona e, di conseguenza, Enrico divenne infante d'Aragona.

Dopo l'ascesa al trono, per evitare una guerra civile contro Giacomo II conte di Urgell, che aveva il sostegno della contee catalane, suo padre, Ferdinando I propose il matrimonio tra Enrico, che sarebbe stato fatto duca di Montblanc, ed una figlia di Giacomo II; ma Giacomo II rifiutò la proposta, e il matrimonio non si fece più, ma Giacomo II, in meno di un anno venne sconfitto, ed il 31 ottobre 1413 si arrese, a Balaguer.
Comunque il padre aveva lasciato Enrico e suo fratello Giovanni (il futuro re d'Aragona e di Navarra, Giovanni II), detti gli infanti d'Aragona, in Castiglia (dove Ferdinando, prima di divenire re in Aragona, era stato reggente per conto del nipote, Giovanni II) a prendere il suo posto alla guida della famiglia (Trastámara) reale di Castiglia, facendo parte del consiglio reale di Giovanni II (come da espressa volontà del defunto re padre di Giovanni II, Enrico III l'Infermo).
Il 16 maggio del 1418, Enrico ricevette il titolo di conte di Alburquerque, cedutogli dalla madre.
Sempre, nel 1418, dopo la morte della regina madre, Caterina di Lancaster, Enrico col fratello Giovanni divenne reggente del regno di Castiglia, tenendo tale carica sino al 7 marzo 1419, giorno della maggiore età del re, Giovanni II.
Enrico ed il fratello Giovanni furono costantemente in lotta con le fazioni di nobili che si opponevano alla loro invadenza, ma Enrico riuscì ad avere il controllo del cugino e a prendere il potere con il Golpe di Tordesillas, del 1419, dove il re venne sequestrato.
Il 12 luglio del 1420, Enrico sposò la duchessa di Villena, la sorella del re di Castiglia Giovanni II, sua cugina prima, Caterina di Castiglia, figlia del re di Castiglia e León, Enrico III (figlio del re di Castiglia e León Giovanni I, e quindi fratello di Ferdinando I di Aragona) e di Caterina di Lancaster, figlia di Giovanni Plantageneto, I duca di Lancaster. Con questo matrimonio, Enrico accrebbe il suo potere a corte e Giovanni II lo nominò duca di Villena.
 Enrico per affermare il suo potere convocò le cortes ad Avila e dato che il re Giovanni II era maggiorenne fu deciso che fosse celebrato il matrimonio tra il re e sua sorella, Maria, che erano stati promesso quando Giovanni II era bambino. La cerimonia, poco fastosa, data la situazione, fu celebrata il 4 di agosto, nella cattedrale d'Avila.
Questa posizione privilegiata provocò l'invidia di Álvaro de Luna, il consigliere personale del re, che, accordatosi con Giovanni, il fratello di Enrico, nel giugno del 1422, lo fece arrestare, a Madrid, e gli fece requisire tutte le sue proprietà.
Enrico dapprima fu imprigionato, per due anni, nel Real Alcázar di Madrid, poi, nella fortezza di Mora.
Per le pressioni esercitate dal re della corona d'Aragona, suo fratello maggiore, Alfonso V il Magnanimo, che minacciò di invadere la Castiglia, Enrico fu rilasciato nel 1427 e tutti i suoi titoli gli furono restituiti.
Enrico però continuò assieme al fratello Giovanni a interferire nelle questioni del regno di Castiglia, per cui, per appoggiare i suoi fratelli, gli infanti di Aragona, Alfonso V il Magnanimo, nel 1429, invase il regno di Castiglia iniziando una guerra che terminò col trattato di Majano del luglio 1430, con cui si pose fine all'invasione aragonese della Castiglia, Enrico e Giovanni furono esiliati in Aragona mentre tutte le loro proprietà in Castiglia vennero confiscate.
Nel 1435, Enrico, sempre con Giovanni, seguì il fratello, Alfonso V il Magnanimo, nella conquista del regno di Napoli e fu con lui all'assedio di Gaeta e alla battaglia di Ponza, dove, il 25 agosto, i tre fratelli furono sconfitti e fatti prigionieri dai Genovesi (la loro madre Eleonora, morì per il dolore, poco dopo aver ricevuto la notizia della cattura di tre dei suoi figli maschi).

Enrico ed i suoi fratelli Alfonso e Giovanni furono consegnati al duca di Milano, Filippo Maria Visconti, ma poco tempo dopo furono liberati.
Nel 1436, Enrico, fu creato Conte di Empúries, dal fratello, Alfonso V il Magnanimo, per compensarlo dei territori castigliani che gli erano stati confiscati.
Enrico, di natura passionale e ribelle, rientrò ancora una volta in Castiglia, nel 1438, per partecipare ad una rivolta nobiliare riuscendo a catturare il re Giovanni II ancora una volta nel corso del 1439, con conseguente esilio di Álvaro de Luna.
Enrico dopo alcuni anni fu nuovamente imprigionato e condannato, per la seconda volta, all'esilio.
Rimasto vedovo di Caterina che era morta di parto, nel 1439, Enrico si era risposato, il 7 aprile del 1443, a Medina del Campo con Beatrice di Pimentel (1416-1490), figlia di Rodrigo Pimentel Conte di Benavente e della moglie, Leonora Enríquez.
Rientrato per l'ultima volta in Castiglia, assieme al fratello, Giovanni, subirono una sconfitta alla prima battaglia di Olmedo del 19 maggio 1445, dove Enrico venne ferito ad una mano.
Rientrato in Aragona, morì a Calatayud, provincia di Saragozza, circa un mese dopo, il 15 giugno, in seguito alla ferita riportata che era andata in gangrena.

## Discendenza[1][2][3]
Enrico da Caterina ebbe un figlio, nato morto.
Enrico da Beatrice ebbe un figlio:
- Enrico II d'Empúries (Calatayud, 11 novembre 1445-Castelló d'Empúries, dopo il 2 luglio 1522), conte d'Empúries dalla nascita e primo duca de Segorbe, dal 1476, fu anche luogotenente di Catalogna (1479-1493). Sposò Guyomar de Portugal-Noronha, del casato di Braganza che gli diede tre figli.

## Ascendenza
|                               |                         |                            | Genitori                      |  |  | Nonni |  |  | Bisnonni               |  |  | Trisnonni               |  |
|                               |                         |                            |                               |  |  |       |  |  | Enrico II di Castiglia |  |  | Alfonso XI di Castiglia |  |
|                               |                         |                            |                               |  |  |       |  |  | Enrico II di Castiglia |  |  | Alfonso XI di Castiglia |  |
|                               |                         | Eleonora di Guzmán         |                               |  |  |       |  |  | Enrico II di Castiglia |  |  |                         |  |
| Giovanni I di Castiglia       |                         |                            |                               |  |  |       |  |  | Enrico II di Castiglia |  |  |                         |  |
|                               |                         | Giovanna Manuele           | Giovanni Manuele              |  |  |       |  |  |                        |  |  |                         |  |
|                               |                         | Giovanna Manuele           | Giovanni Manuele              |  |  |       |  |  |                        |  |  |                         |  |
|                               |                         | Giovanna Manuele           | Bianca de La Cerda y Lara     |  |  |       |  |  |                        |  |  |                         |  |
| Ferdinando I di Aragona       |                         | Giovanna Manuele           |                               |  |  |       |  |  |                        |  |  |                         |  |
|                               |                         | Pietro IV di Aragona       | Alfonso IV di Aragona         |  |  |       |  |  |                        |  |  |                         |  |
|                               |                         | Pietro IV di Aragona       | Alfonso IV di Aragona         |  |  |       |  |  |                        |  |  |                         |  |
|                               |                         | Pietro IV di Aragona       | Teresa di Entenza             |  |  |       |  |  |                        |  |  |                         |  |
| Eleonora d'Aragona            |                         | Pietro IV di Aragona       |                               |  |  |       |  |  |                        |  |  |                         |  |
|                               |                         | Eleonora di Sicilia        | Pietro II di Sicilia          |  |  |       |  |  |                        |  |  |                         |  |
|                               |                         | Eleonora di Sicilia        | Pietro II di Sicilia          |  |  |       |  |  |                        |  |  |                         |  |
|                               |                         | Eleonora di Sicilia        | Elisabetta di Carinzia        |  |  |       |  |  |                        |  |  |                         |  |
| Enrico di Trastámara          |                         | Eleonora di Sicilia        |                               |  |  |       |  |  |                        |  |  |                         |  |
|                               | Alfonso XI di Castiglia | Ferdinando IV di Castiglia |                               |  |  |       |  |  |                        |  |  |                         |  |
|                               | Alfonso XI di Castiglia | Ferdinando IV di Castiglia |                               |  |  |       |  |  |                        |  |  |                         |  |
|                               | Alfonso XI di Castiglia | Costanza del Portogallo    |                               |  |  |       |  |  |                        |  |  |                         |  |
| Sancho Alfonso d'Alburquerque | Alfonso XI di Castiglia |                            |                               |  |  |       |  |  |                        |  |  |                         |  |
|                               |                         | Eleonora di Guzmán         | Pietro Núñez di Guzmán        |  |  |       |  |  |                        |  |  |                         |  |
|                               |                         | Eleonora di Guzmán         | Pietro Núñez di Guzmán        |  |  |       |  |  |                        |  |  |                         |  |
|                               |                         | Eleonora di Guzmán         | Giovanna Ponzia di Lèon       |  |  |       |  |  |                        |  |  |                         |  |
| Eleonora d'Alburquerque       |                         | Eleonora di Guzmán         |                               |  |  |       |  |  |                        |  |  |                         |  |
|                               |                         | Pietro I del Portogallo    | Alfonso IV del Portogallo     |  |  |       |  |  |                        |  |  |                         |  |
|                               |                         | Pietro I del Portogallo    | Alfonso IV del Portogallo     |  |  |       |  |  |                        |  |  |                         |  |
|                               |                         | Pietro I del Portogallo    | Beatrice di Castiglia         |  |  |       |  |  |                        |  |  |                         |  |
| Beatrice del Portogallo       |                         | Pietro I del Portogallo    |                               |  |  |       |  |  |                        |  |  |                         |  |
|                               |                         | Inés de Castro             | Pedro Fernández de Castro     |  |  |       |  |  |                        |  |  |                         |  |
|                               |                         | Inés de Castro             | Pedro Fernández de Castro     |  |  |       |  |  |                        |  |  |                         |  |
|                               |                         | Inés de Castro             | Aldonza Lorenzo de Valladares |  |  |       |  |  |                        |  |  |                         |  |
|                               |                         | Inés de Castro             |                               |  |  |       |  |  |                        |  |  |                         |  |